# Tehva állomás
Tehva (Daehwa) állomás a szöuli metró 3-as vonalának állomása, mely Kjonggi (Gyeonggi) tartomány Kojang (Goyang) városában található. Közelében található a KINTEX kiállítóközpont.

## Viszonylatok
| 3-as vonal | 3-as vonal             | 3-as vonal                        |
| ---------- | ---------------------- | --------------------------------- |
| végállomás | Ilszan (Ilsan) szakasz | Csujop (Juyeop) Ogum (Ogeum) felé |